# サリオス
サリオス（欧字名:Salios 香:戰舞者、2017年1月23日 - ）は、日本の競走馬・種牡馬。主な勝ち鞍は2019年の朝日杯フューチュリティステークス、サウジアラビアロイヤルカップ、2020年・2022年の毎日王冠。

## 戦績

### デビュー前
2017年1月23日、北海道安平町のノーザンファームで誕生。一口馬主法人「シルクホースクラブ」から総額7,000万円（1口14万円×500口）で募集され、ノーザンファーム早来の木村浩崇厩舎で育成された。
馬名の意味はローマ神話に登場する戦闘の踊りの発明者。母馬の名「サロミナ」（Salomina）からの連想だという。

### 2歳（2019年）
美浦・堀宣行厩舎に入厩。6月2日東京マイルの新馬戦にダミアン・レーン騎乗で2番人気で出走し、中団追走から最後の直線で逃げ粘る1番人気アブソルティスモを交わすと最後は2馬身差をつけて初勝利を挙げる。
10月5日のサウジアラビアロイヤルカップは石橋脩が騎乗し、単勝1.5倍の断然人気に推される。道中は4番手を追走し、直線で2番人気クラヴァシュドールとの叩き合いを制し重賞初制覇を飾るとともに、1分32秒7の東京芝1600メートルの2歳レコードをマークした。レース後、生産者の吉田勝己から「勝ちっぷりが良かったね。来年のダービーは決まったかな」とリップサービス混じりで称賛された。
次走には朝日杯フューチュリティステークスを選択し、鞍上にライアン・ムーアを迎えた。ここでも1番人気の支持を受けると、レースでは好位3番手追走から直線残り300mで一気に抜け出し、追いすがる武豊騎乗のタイセイビジョンらをも突き放し、2馬身半差で完勝。無傷の3連勝でGI初制覇を成し遂げた。なお勝ちタイム1分33秒0はレースレコードで、本馬の馬体重538kgは2歳GIにおける最高体重優勝だった。レース後に鞍上のムーア騎手は「凄く強い勝ち方。きっと来年も活躍できる。」と同馬を称賛し、生産者の吉田勝己も「クラシックに行くしかないでしょう」と明言した。
3戦無敗で朝日杯FSを制したものの、2019年のJRA賞最優秀2歳牡馬には同じく3戦無敗でホープフルステークスを制したコントレイルが選出された。

### 3歳（2020年）
3月4日、同馬を所有するシルクホースクラブより皐月賞へ直行することが発表された。
新型コロナウイルスの影響により、無観客競馬での開催となった皐月賞には新馬戦以来となるレーンとのコンビで参戦。同じく皐月賞へ直行してきた先述のコントレイル、弥生賞ディープインパクト記念勝ち馬サトノフラッグに次ぐ3番人気に推されると、レースでは道中4・5番手追走から直線で鞍上の指示に合わせて進出。最後は外から進出してきたコントレイルと一騎打ちの様相を呈したが、叩き合いに1/2馬身差で敗れ、2着に惜敗した。鞍上レーンはレース後に、直線で勝ち馬に比べて内の馬場の悪いところを走らされた事を敗因に挙げた。（競走に関する詳細は第80回皐月賞を参照。）
皐月賞に続いて、新型コロナウイルスの影響により76年ぶりの無観客競馬となった5月31日の東京優駿（日本ダービー）では、皐月賞の上位馬が引き続き有力と目され、コントレイルが単勝1.4倍で1番人気、サリオスは単勝4.4倍の2番人気で出走した。道中は馬群の中団を追走し、直線入り口で外へ持ち出したところで不利を受けて外に膨れ、前を行くコントレイルを追ったものの3馬身離された2着に敗れた。なお、皐月賞に続いてコントレイル1着、サリオス2着という形となり、1983年のミスターシービー・メジロモンスニー以来37年ぶりに皐月賞1, 2着馬がダービーでも1, 2着となった。（競走に関する詳細は第87回東京優駿も参照）
ダービー出走後は、距離適性の観点から菊花賞を回避し、マイルを中心に1600 - 2000mまでの路線を歩むこととなる。
8月14日にシルクレーシングから毎日王冠 (10月11日, 東京芝1800m, GII)に出走する予定であることが発表された。
予定通り10月11日の毎日王冠から始動し、鞍上にクリストフ・ルメールを迎えた。同じ3歳馬で、ダービーで4着のサトノインプレッサや、東京巧者ダイワキャグニーといった古馬らを抑え、単勝1.3倍の圧倒的1番人気に支持されると、レースでは直線で楽な手応えのまま抜け出し、2着ダイワキャグニーに3馬身差で完勝。初の古馬相手に重賞3勝目を挙げた。（競走に関する詳細は第71回毎日王冠を参照。）
11月22日、マイルチャンピオンシップはミルコ・デムーロに乗り替わる。4.1倍の2番人気に推されたが後方から上り最速の脚で前に迫ったが5着に敗れ、デビューからの連対記録が6でストップした。

### 4歳（2021年）
4か月半ぶりの実戦となった4歳初戦、大阪杯は松山弘平が騎乗、3番手から馬場の最内を突いて抜け出しをはかるも、直線半ばで力尽きて5着に敗れた。
続く安田記念でも松山とのコンビは継続、中団やや後ろからレースを進めたが伸びることなく8着、初めて掲示板を外した。
その後は休養に入り、マイルチャンピオンシップに直行、好スタートから想定より前の位置の3番手につけたが最後は後続に交わされ6着に敗れた。
12月12日には初の海外遠征となる香港マイルに出走。他には15連勝中の香港の競走馬ゴールデンシックスティ、日本馬ではインディチャンプ、ヴァンドギャルド、ダノンキングリーが出走した。3番人気に推されたレースでは、最内枠からのスタートを決めると3角前では先頭に立つ積極的なレース運び。直線でも踏ん張り、16連勝で連覇を飾ったゴールデンシックスティとモアザンディスの香港馬2頭以外には抜かせず3着であった。

### 5歳（2022年）
5歳初戦には、同馬にとって初の1200m戦である高松宮記念が選ばれる。4番人気に支持されるも、直線伸びずナランフレグの15着に敗れ、初の2桁着順となった。
その後は6月5日、2年連続となる安田記念に出走。馬体重を22kg減らして臨み、レースでは中段から直線を迎え鋭く伸びるも、勝ち馬ソングラインとタイム差なしの3着に敗れた。
4ヶ月の休養後、10月9日に毎日王冠に出走。マイルCS以来となる松山弘平が騎乗し、出走馬10頭中4頭がGI馬という中で1番人気に支持される。レース直前に隣枠のダノンザキッドが発馬機に突進し飛び出してしまうというアクシデントがあったものの、同馬に影響はなかった。レースでは中団に控え、直線では馬群を割って末脚を見せ、2着ジャスティンカフェに1/2馬身差で勝利。2020年の毎日王冠以来、約2年ぶりの勝利となった。加えて、1988年、89年の同レースを制覇したオグリキャップ以来、2頭目の毎日王冠2勝馬となった。
この後、香港に遠征し12月11日の香港マイルで引退レースとなる予定であったが、レース前日の12月10日に左前肢ハ行を発症したため出走取消となった。12月21日付で競走馬登録を抹消、引退後は北海道安平町の社台スタリオンステーションで種牡馬となる。

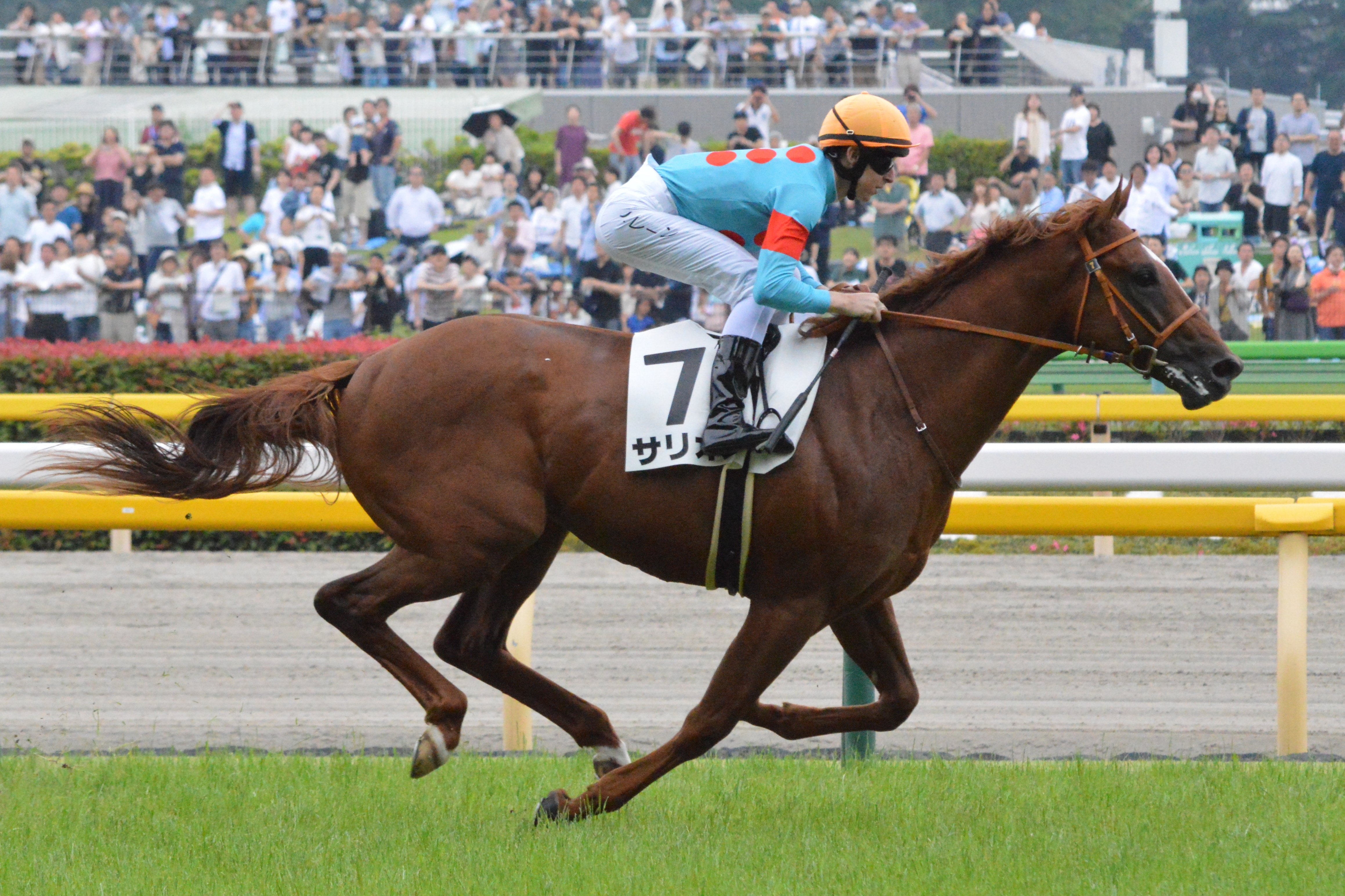
新馬戦
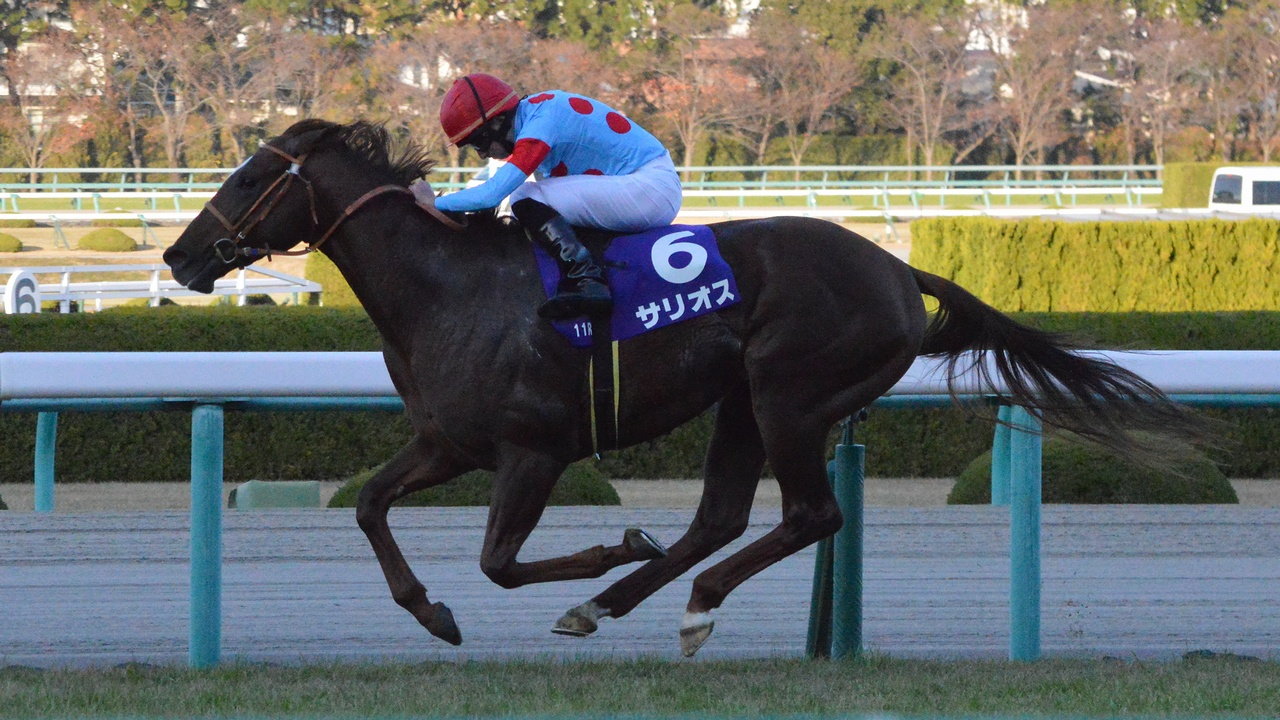
朝日杯FS

## 競走成績
以下の内容は、netkeiba.comおよび香港ジョッキークラブの情報に基づく。
| 競走日     | 競馬場 | 競走名           | 格   | 距離（馬場）  | 頭 数 | 枠 番 | 馬 番 | オッズ （人気） | 着順 | タイム （上り3F） | 着差  | 騎手        | 斤量 [kg] | 1着馬（2着馬）         | 馬体重 [kg] |
| ---------- | ------ | ---------------- | ---- | ------------- | ----- | ----- | ----- | --------------- | ---- | ----------------- | ----- | ----------- | --------- | ---------------------- | ----------- |
| 2019.06.02 | 東京   | 2歳新馬          |      | 芝1600m（良） | 8     | 7     | 7     | 003.20（2人）   | 01着 | R1:37.1（33.1）   | -0.3  | 0D.レーン   | 54        | （アブソルティスモ）   | 534         |
| 0000.10.05 | 東京   | サウジアラビアRC | GIII | 芝1600m（良） | 9     | 3     | 3     | 001.50（1人）   | 01着 | R1:32.7（33.1）   | -0.2  | 0石橋脩     | 55        | （クラヴァシュドール） | 540         |
| 0000.12.15 | 阪神   | 朝日杯FS         | GI   | 芝1600m（良） | 16    | 3     | 6     | 002.00（1人）   | 01着 | R1:33.0（35.4）   | -0.4  | 0R.ムーア   | 55        | （タイセイビジョン）   | 538         |
| 2020.04.19 | 中山   | 皐月賞           | GI   | 芝2000m（稍） | 18    | 4     | 7     | 003.80（3人）   | 02着 | R2:00.8（35.4）   | -0.1  | 0D.レーン   | 57        | コントレイル           | 536         |
| 0000.05.31 | 東京   | 東京優駿         | GI   | 芝2400m（良） | 18    | 6     | 12    | 004.40（2人）   | 02着 | R2:24.6（34.1）   | -0.5  | 0D.レーン   | 57        | コントレイル           | 528         |
| 0000.10.11 | 東京   | 毎日王冠         | GII  | 芝1800m（稍） | 11    | 7     | 9     | 001.30（1人）   | 01着 | R1:45.5（34.1）   | -0.5  | 0C.ルメール | 54        | （ダイワキャグニー）   | 538         |
| 0000.11.22 | 阪神   | マイルCS         | GI   | 芝1600m（良） | 17    | 8     | 17    | 004.10（2人）   | 05着 | R1:32.4（33.1）   | -0.4  | 0M.デムーロ | 56        | グランアレグリア       | 538         |
| 2021.04.04 | 阪神   | 大阪杯           | GI   | 芝2000m（重） | 13    | 2     | 2     | 005.80（3人）   | 05着 | R2:02.7（37.7）   | -1.1  | 0松山弘平   | 57        | レイパパレ             | 538         |
| 0000.06.06 | 東京   | 安田記念         | GI   | 芝1600m（良） | 14    | 1     | 1     | 007.90（3人）   | 08着 | R1:32.4（33.7）   | -0.7  | 0松山弘平   | 58        | ダノンキングリー       | 536         |
| 0000.11.21 | 阪神   | マイルCS         | GI   | 芝1600m（良） | 16    | 2     | 4     | 009.50（3人）   | 06着 | R1:33.1（33.7）   | -0.5  | 0松山弘平   | 57        | グランアレグリア       | 546         |
| 0000.12.12 | 沙田   | 香港マイル       | G1   | 芝1600m（Gd） | 11    | 1     | 6     | 014.00（3人）   | 03着 | R1:34.18          | -0.32 | 0D.レーン   | 57        | Golden Sixty           | 542         |
| 2022.03.27 | 中京   | 高松宮記念       | GI   | 芝1200m（重） | 18    | 1     | 1     | 010.70（4人）   | 15着 | R1:08.9（35.0）   | -0.6  | 0石橋脩     | 57        | ナランフレグ           | 550         |
| 0000.06.05 | 東京   | 安田記念         | GI   | 芝1600m（良） | 18    | 8     | 17    | 015.70（8人）   | 03着 | R1:32.3（33.0）   | -0.0  | 0D.レーン   | 58        | ソングライン           | 528         |
| 0000.10.09 | 東京   | 毎日王冠         | GII  | 芝1800m（良） | 10    | 3     | 3     | 003.00（1人）   | 01着 | R1:44.1（33.8）   | -0.1  | 0松山弘平   | 56        | （ジャスティンカフェ） | 534         |
| 0000.11.20 | 阪神   | マイルCS         | GI   | 芝1600m（良） | 17    | 3     | 5     | 006.20（3人）   | 14着 | R1:33.6（34.1）   | -1.1  | 0R.ムーア   | 57        | セリフォス             | 530         |
| 0000.12.11 | 沙田   | 香港マイル       | G1   | 芝1600m（Gd） | 9     |       | 3     |                 | 取消 |                   |       | 0R.ムーア   | 57        | California Spangle     | 計不        |

- タイム欄のRはレコード勝ちを示す
- 海外の競走の「枠番」欄はゲート番を示す
- 香港のオッズ・人気は香港ジョッキークラブのもの

## 血統表
| サリオスの血統                  | サリオスの血統                                       | サリオスの血統      | （血統表の出典）    | （血統表の出典） |
| 父系                            | ヘイロー系                                           | ヘイロー系          | ヘイロー系          | [ § 2 ]          |
| 父 ハーツクライ 2001 鹿毛       | 父の父*サンデーサイレンス Sunday Silence 1986 青鹿毛 | Halo                | Hail to Reason      | Hail to Reason   |
| 父 ハーツクライ 2001 鹿毛       | 父の父*サンデーサイレンス Sunday Silence 1986 青鹿毛 | Halo                | Cosmah              |                  |
| 父 ハーツクライ 2001 鹿毛       | 父の父*サンデーサイレンス Sunday Silence 1986 青鹿毛 | Wishing Well        | Understanding       | Understanding    |
| 父 ハーツクライ 2001 鹿毛       | 父の父*サンデーサイレンス Sunday Silence 1986 青鹿毛 | Wishing Well        | Mountain Flower     |                  |
| 父 ハーツクライ 2001 鹿毛       | 父の母アイリッシュダンス 1990 鹿毛                   | *トニービン         | *カンパラ           | *カンパラ        |
| 父 ハーツクライ 2001 鹿毛       | 父の母アイリッシュダンス 1990 鹿毛                   | *トニービン         | Severn Bridge       |                  |
| 父 ハーツクライ 2001 鹿毛       | 父の母アイリッシュダンス 1990 鹿毛                   | *ビューパーダンス   | Lyphard             | Lyphard          |
| 父 ハーツクライ 2001 鹿毛       | 父の母アイリッシュダンス 1990 鹿毛                   | *ビューパーダンス   | My Bupers           |                  |
| 母 *サロミナ Salomina 2009 鹿毛 | 母の父Lomitas 1988 栗毛                              | Niniski             | Nijinsky            | Nijinsky         |
| 母 *サロミナ Salomina 2009 鹿毛 | 母の父Lomitas 1988 栗毛                              | Niniski             | Virginia Hills      |                  |
| 母 *サロミナ Salomina 2009 鹿毛 | 母の父Lomitas 1988 栗毛                              | La Colorada         | Surumu              | Surumu           |
| 母 *サロミナ Salomina 2009 鹿毛 | 母の父Lomitas 1988 栗毛                              | La Colorada         | La Dorada           |                  |
| 母 *サロミナ Salomina 2009 鹿毛 | 母の母Saldentigerin 2001 鹿毛                        | Tiger Hill          | *デインヒル         | *デインヒル      |
| 母 *サロミナ Salomina 2009 鹿毛 | 母の母Saldentigerin 2001 鹿毛                        | Tiger Hill          | The Filly           |                  |
| 母 *サロミナ Salomina 2009 鹿毛 | 母の母Saldentigerin 2001 鹿毛                        | Salde               | Alkalde             | Alkalde          |
| 母 *サロミナ Salomina 2009 鹿毛 | 母の母Saldentigerin 2001 鹿毛                        | Salde               | Saite               |                  |
| 母系(F-No.)                     | 16号族(FN:16-c)                                      | 16号族(FN:16-c)     | 16号族(FN:16-c)     | [ § 3 ]          |
| 5代内の近親交配                 | Northern Dancer 5×5                                  | Northern Dancer 5×5 | Northern Dancer 5×5 | [ § 4 ]          |
| 出典                            | 1. 2. 3. 4.                                          | 1. 2. 3. 4.         | 1. 2. 3. 4.         | 1. 2. 3. 4.      |

- 母サロミナは2012年の独オークスの勝ち馬[43]。
- 母系は名牝系「ドイツのSライン」に属する[44]。
- 半姉サロニカ（父ディープインパクト）はエルフィンステークスの勝ち馬[45]。同じくディープインパクト産駒の半姉サラキアは、毎日王冠と同一コースで、本馬が優勝した毎日王冠の1週後に行われた府中牝馬ステークスの勝ち馬である[46]。全妹に2025年の阪神牝馬ステークスを勝ったサフィラがいる。